# 网格蛋白
网格蛋白（英語：clathrin），又稱格形蛋白，是一種在細胞囊泡外側的蛋白質，最早於1976年由英國生物學家芭芭拉·皮爾斯分離與命名。网格蛋白呈三曲枝狀，由三個重鏈與三個輕鏈組成，並可進一步組成多面體。网格蛋白的英文名來自拉丁文的，意指網格。如网格蛋白的包被蛋白是一些小膜泡的组成部分，用于在细胞内运输分子。膜泡的内吞和胞吐使细胞能够进行交流，转移营养物质，输入信号分子，在对细胞外环境进行采样后介导免疫反应，并清理组织炎症留下的细胞碎片。由网格蛋白或其类似蛋白介导的内吞途径可以被病毒和其他病原体劫持用于进入细胞。

## 结构
网格蛋白三聚体是由三条网格蛋白重链在其C端相互作用组成的，每条约190 kDa的重链都有一条约25 kDa的轻链与之紧密结合。三条重链提供了网格蛋白晶格的结构骨架，而三条轻链的作用是是调控网格蛋白晶格的形成和分解，网格蛋白轻链有a和b两种。主要的网格蛋白重链基因定位于人类的17号染色体上，表达于所有细胞中。网格蛋白重链2基因定位于22号染色体上，表达于肌肉中。
网格蛋白重链通常被描述为类似于一条“腿”，其结构域分别为“脚”（N端结构域），然后是“脚踝”、“小腿”、“膝盖”、“大腿”和三聚体结构域。N端结构域由一个七个的β-螺旋结构组成。其他结构域形成一个短α-螺旋的超螺旋。这最初是由“大腿”的结构确定的，该结构确定并由一个较小的结构模块组成，被称为网格蛋白重链重复图案。轻链主要与重链的“大腿”结合，在三聚体化结构域附近有一些相互作用。“脚”的β-螺旋包含多个与其他蛋白相互作用的结合点。

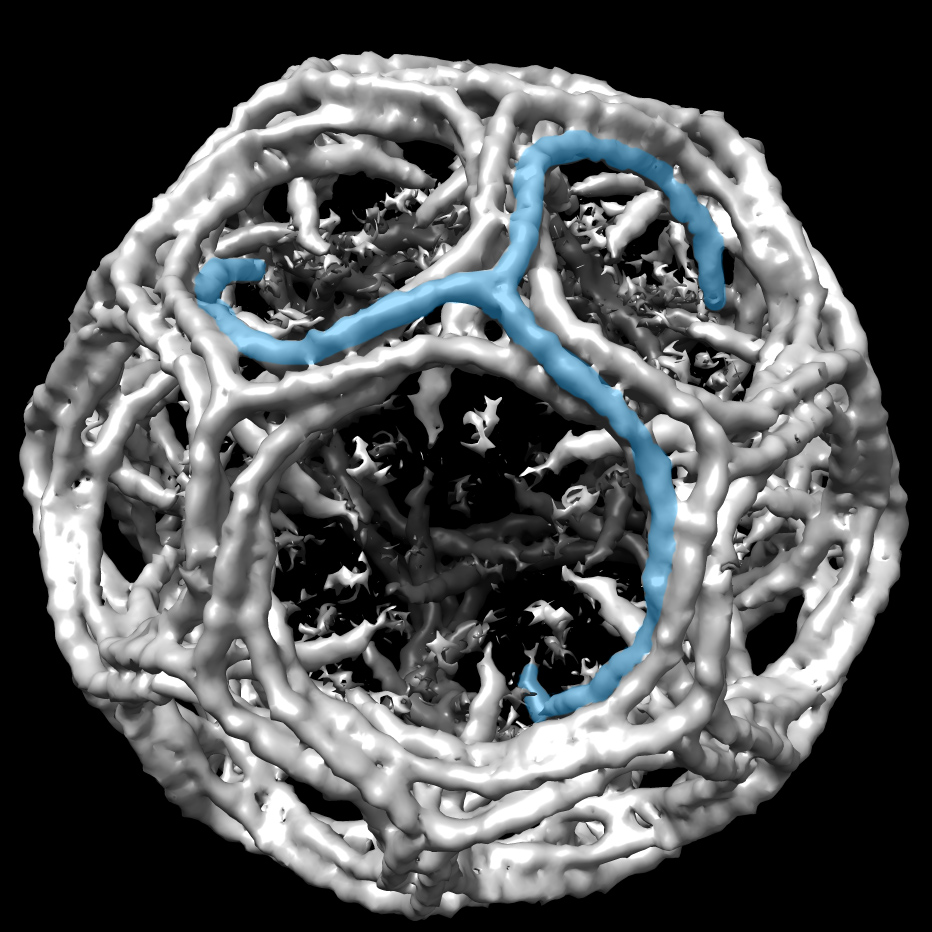
网格蛋白组成的笼，其中一个重链三聚体被蓝色高亮标出。渲染自CryoEM的EMD_5119。

当三聚体在溶液中组装在一起时，它们可以产生相互作用，形成六元环并产生一个平坦的晶格；或五元环，这是产生弧形晶格的必要条件。当许多三聚体连接时，它们可以形成一个篮子状的结构。上图结构由36个三聚体构建，其中一个三聚体以蓝色显示。另一个常见的组合是截二十面体。为了包围一个囊泡，晶格中必须正好有12个五面体。
细胞质中的网格蛋白三聚体与相应膜接头蛋白结合，将其三只“脚”中的一只与膜连接起来。网格蛋白不能直接与膜或所运输的分子结合，而是利用接头蛋白来完成这一任务。三聚体将与其他与膜结合的三聚体结合，形成一个由六边形和五边形组成的如同足球一样的圆形包被。通过以不同方式组合五元环和六元环，可以组装不同大小的囊泡。

## 功能
网格蛋白在组成细胞内膜泡运输的圆形膜泡发挥着关键作用。网格蛋白包被膜泡在细胞膜、跨高尔基体网络和溶酶体的蛋白质分选等多种膜泡运输途径。膜泡在出芽区被组装好进入细胞质后，包被迅速去装配，同时网格蛋白解聚，囊泡被运输到其他位置。